# Oxyspora cordata
Oxyspora cordata är en tvåhjärtbladig växtart som först beskrevs av Otto Stapf, och fick sitt nu gällande namn av J.F. Maxwell. Oxyspora cordata ingår i släktet Oxyspora och familjen Melastomataceae. Inga underarter finns listade i Catalogue of Life.